# Laura Unsworth
Laura Unsworth MBE (ur. 8 marca 1988 w Sutton Coldfield) – brytyjska hokeistka na trawie, grająca na pozycji obrończyni.
Karierę reprezentacyjną rozpoczęła w 2008 roku, debiutując w meczach towarzyskich z Niemkami. Rok później w barwach reprezentacji Anglii wywalczyła swój pierwszy medal — brąz mistrzostw Europy w Amstelveen. Rok później stanęła na najniższym stopniu podium mistrzostw świata w Rosario. Od tamtej pory jest jedną z podstawowych zawodniczek reprezentacji Anglii oraz Wielkiej Brytanii, w której barwach zdobyła dwa medale olimpijskie — brąz przed własną publicznością w Londynie oraz krążek z najcenniejszego kruszcu w Rio de Janeiro. Trzykrotnie stawała też z reprezentacją Anglii na podium Igrzysk Wspólnoty Narodów. Na koncie ma też medale Champions Trophy.
W 2020 roku została kapitanem brytyjskiej drużyny podczas pierwszych po wybuchu pandemii meczach FIH Pro League.